# ソロモン (ピアニスト)
ソロモン（Solomon、本名：ソロモン・カットナー,Solomon Cutner,1902年8月6日 - 1988年2月2日）は、イギリスのピアニスト。活躍した時期が長くなく、脳梗塞によってキャリアを中断されたことから伝説的なピアニストと言われることがある。

## 経歴
ロンドンのイーストエンドに7人兄弟の末っ子として生まれる。5歳でクララ・シューマンの弟子、マチルダ・ヴェルンに師事する。1912年10歳でデビューを飾った。この時のプログラムはベートーヴェン作曲ピアノ協奏曲第3番であり、指揮はヘンリー・ウッドであった。その後チャイコフスキーのピアノ協奏曲第1番でロンドンでのデビューを果たした。これらのコンサートの成功から「神童ソロモン」と呼ばれ、以後ファーストネームのソロモンで活動した。ファーストネームのままで活躍したケースは非常に珍しい。
イギリスでの演奏活動での成功にもかかわらず、ソロモンは演奏活動を中断することを決心する。彼はパリに渡り、マルセル・デュプレとラザール・レヴィについて学んだ。ラザール・レヴィはクララ・ハスキルの師でもある。その後19歳で演奏活動を再開し、1929年には初めての録音を行う。
ソロモンは古典派からロマン派にかけて広範なレパートリーを誇っていた。だが、彼の名を高からしめたのは何よりベートーヴェンの演奏であった。ソロモンは優れた技巧と高い暗譜の能力を基礎とした深い楽曲への洞察に基づく、格調高く古典的、構築的な演奏で知られた。故国イギリスを中心に欧米では偉大なベートーヴェン弾きの一人と考えられている。日本には1953年に来日したが、あまり話題にはならなかった。しかし音楽評論家の吉田秀和は彼を高く評価し、最高のベートーヴェン弾きとしてその著作で言及している。ソロモンはEMIと契約を結び、1951年からベートーヴェンのピアノソナタ全集の録音に取り組んだ。だが1956年夏、脳梗塞のために左手の薬指および小指が自由に動かないことに気づいた。このためピアノソナタ31番の終楽章では指が滑り、一部が欠落して修正されないままであった。結局彼は脳梗塞のために引退を余儀なくされ、全集は未完に終わった。

## 演奏スタイル
潔癖なマナーが印象的で、轟音はほとんど用いられない。スタジオ録音とライブ演奏にほとんど差がなかったとも言われており、いくつかの演奏では潔癖すぎるあまり、やや退屈な印象を与えることもある。後期ベートーヴェン演奏は彼の十八番であったようで、フガート構造が綺麗に透けて見えるほど、多声の弾き分けが上手かった。作品を汚すような音を一切用いないと言う意味では、ブリティッシュ・ピアニズムの正統な継承者の1人でもある。